# Plumatella africana
Plumatella africana is een mosdiertjessoort uit de familie van de Plumatellidae. De wetenschappelijke naam van de soort is, als Hyalinella africana, voor het eerst geldig gepubliceerd in 1964 door Wiebach.